# 南宁敷文书院
敷文书院，是广西南宁著名儒学书院。明朝大学者王阳明创立。在中国西南文教史上有重要意义。

## 历史
明朝嘉靖七年(1528年)，王阳明总督两广，移兵南宁。在南宁城北门口的县学旧址上建书院，推行儒家文教。每天空闲之时，聚众讲学，辨析致良知之学。王阳明并为书院作《敷文书院记》，并手书匾额“以宣扬至仁，诞敷文德”，因而得名敷文书院。
王阳明之后，历朝历代均有修葺，分别是：
- 明朝
  - 嘉靖十六年（1537年），时任南宁知府郭楠修葺书院。
  - 万历十一年(1583年)，时任左江道道员陈希美、南宁知府陈纪等修葺书院。
- 明朝末年，书院毁于兵。
- 清朝
  - 康熙九年(1670年)，时任左江道道员宋翔、南宁知府韩章等捐资重建书院。
  - 康熙十一年（1672年），署南宁知府周起岐重修书院。
- 康熙二十五年（1686年），南宁知府赵良璧重修书院。
- 康熙五十一年（1712年），南宁知府戴锦重修书院。
- 康熙五十六年（1717年），南宁知府沈元佐、同知闻人绅重修书院。
- 道光二十一年(1841年)，南宁知府刘梦兰、知县李天钰率士绅劝捐重修书院。
- 民国
  - 民国初年书院名作文成公祠、文成公讲学处。
  - 1926年，改建为广西省立第一中学校女子部。
  - 1927年，改为广西省立第三女子师范学校。
  - 1930年，改为广西省立第三女子中学校，校园内仍留有王阳明先生纪念亭，亭中有石碑，碑上刻王阳明画像。
- 书院在1949年后重建[5]。

## 名联
- 清叶绍本题敷文书院：
  - 上联：心学揭良知，忆当年息马投戈，顿化遐陬成泮壁；
  - 下联：教思追大雅，欣此日横经鼓箧，共歌乐职布中和。
- 清李彦章题敷文书院：
  - 上联：七万人相庆更生，计农桑教化兵防，名世允推儒作将；
  - 下联：十五卷共尊遗集，兼道学文章经济，此邦尤愿士希贤。

## 历代题诗
书院创建后，多有诗题赞书院：
- “南极文星耀，西荒武库雄，百年留古院，九郡息兵戎”——清周起岐《咏敷文书院》)
- “岭外有文能止武，堂上习礼致精禋”——清颜鼎植《谒文成书院复新》
- “奕世一儒宗，功名着鼎钟。文成垂令范，新建懋勋庸。异地犹观感，谁人不景从。后来同志者，莫使若云封”——清闻人绅《重修敷文书院记》